# イグレシア・ニ・クリスト
イグレシア・ニ・クリスト（Iglesia ni Cristo）は、フィリピンにおけるキリスト教の教派。タガログ語で「キリストの教会」を意味する。
フェリックス・マナロが1914年に創設した、1963年にエラーニョ・マナロが教団を継いだ。
日曜日の朝と木曜日の夜に礼拝が行われる。